# Politique étrangère de la Roumanie
La politique étrangère de la Roumanie est marquée par sa situation aux limites de deux grandes zones d’influence : celle à laquelle elle appartient (OTAN depuis 2004 et Union européenne depuis 2007) et celle dont elle a fait partie de 1945 à 1990, et dont fait toujours partie sa voisine la République de Moldavie, état héritier à la fois d’un passé commun avec la Roumanie (langue, culture, cuisine, musique...) et d’un passé commun avec la Russie et les autres pays ex-soviétiques.

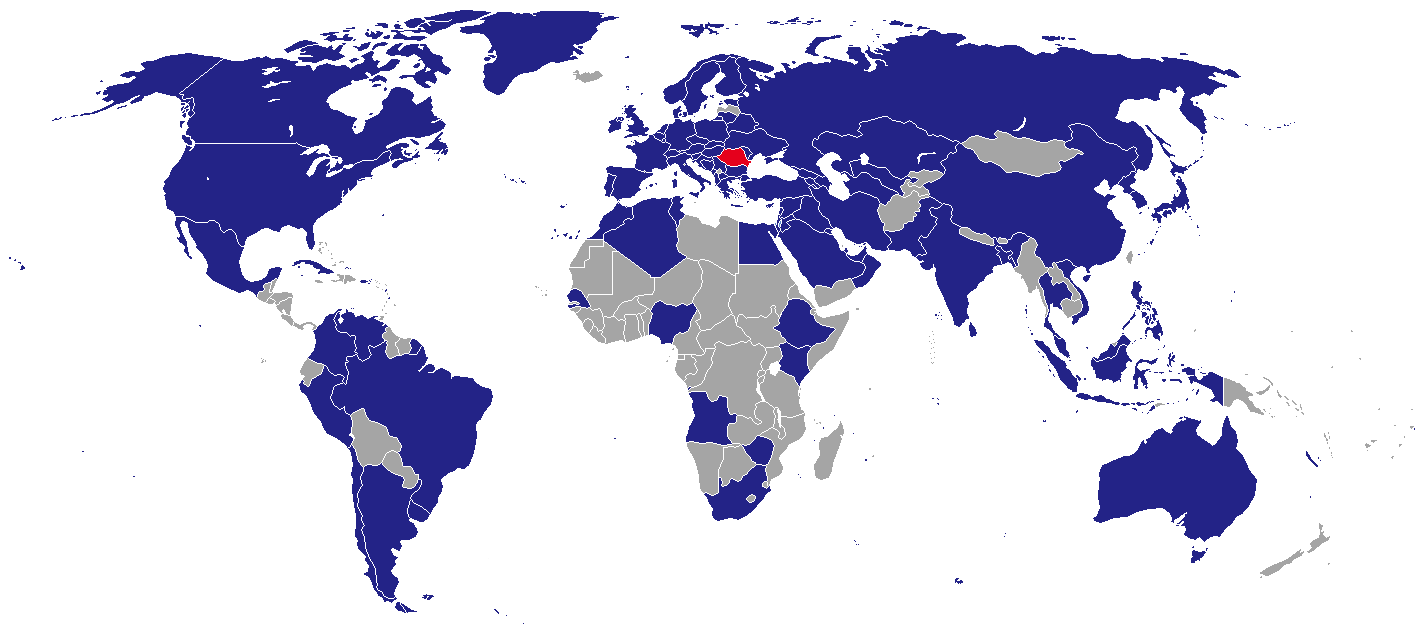
En bleu les États où la Roumanie (rouge) entretient des missions diplomatiques.

## Politique relative aux États du tiers-monde et à l'OTAN
La nomenklatura roumaine a toujours entretenu de bonnes relations avec tous les États du tiers monde, y compris ceux que les États-Unis classent comme « États-voyous ». Les gouvernements successifs de la Roumanie n’avaient aucune raison de changer de politique à cet égard : seule l’inquiétude suscitée par l’expansionnisme russe et ukrainien en mer Noire ont poussé la Roumanie à rejoindre l’OTAN en 2004. En Irak et en Afghanistan, les forces armées roumaines intégrées dans l’OTAN veillent à se cantonner à des tâches logistiques et médicales, car l’État-major, qui a gardé ses relations privilégiées du régime communiste avec le monde musulman, cherche à éviter un engagement trop marqué au service de la politique occidentale, afin de conserver le statut traditionnel de Dar el Ahd de la Roumanie (arabe : دار العهد ou « maison de la trêve », terme décrivant historiquement la relation de l’Empire ottoman avec les principautés roumaines tributaires). Contrairement à ce qui se passe en Europe occidentale où beaucoup de musulmans sont des immigrés récents, souvent en situation socio-économique modeste et issus d’anciens empires coloniaux, en Roumanie les musulmans, Roms exceptés, sont en général d’implantation fort ancienne, et ont été, durant des siècles, en situation socio-économique et politique dominante, notamment aux époques de la Horde d'or tatare (XIIIe siècle) et de l’Empire ottoman turc (du XVe siècle au XIXe siècle). De ce fait, ils ont un niveau d’instruction généralement élevé, leur islam (sunnite hanéfite) est modéré, et leur identité est ancienne et fortement affirmée. Il n’y a jamais eu d’attentat musulman en Roumanie. Les Arabes venus du Moyen-Orient depuis la fin du XXe siècle ont aussi un niveau d’éducation élevé, et pratiquent un islam sunnite hanéfite ; l’un d’eux, Raed Arafat, devient ministre de la Santé en 2007.

## Politique dans l’Union européenne
Après son adhésion à l’Union européenne le 1er janvier 2007, en même temps que la Bulgarie, la plupart de ses parlementaires ont rejoint l’Alliance des démocrates et des libéraux pour l'Europe européens (qui voient ainsi leur nombre augmenter de 17 %) et les partis de centre-droit ; un moindre nombre a rejoint le groupe socialiste, et une poignée a rejoint l’extrême-droite européenne qui a ainsi pu se constituer en groupe. Mais la plupart de ces eurodéputés, quelle que soit leur étiquette actuelle, ont un passé communiste.
Selon le président roumain Klaus Iohannis, l’extension et l’approfondissement de l'UE peuvent se dérouler simultanément, et la Roumanie soutiendra très fortement les partenariats avec la République de Moldavie et avec les États des Balkans de l’Ouest (Albanie, pays de l’ex-Yougoslavie). La Roumanie ne fait pas payer ses visas aux citoyens de République de Moldavie et de Serbie.
Le premier ministre italien Romano Prodi et son homologue roumain Călin Popescu-Tăriceanu ont signé le 16 janvier 2007 à Bucarest une déclaration politique commune. Compte tenu des relations excellentes entre ces deux pays, ils s’engagent à ce que leurs gouvernements coordonnent les démarches dans le cadre de l’Union européenne, notamment en ce qui concerne la constitution et l’intégration des pays de l’ouest des Balkans. Cette déclaration se fait alors que les deux pays fêtent 10 ans depuis la signature du Partenariat stratégique commun. L’Italie est la destination préférée des Roumains (devant l’Espagne), environ 300 000 Roumains ont travaillé en Italie en octobre 2006, sans compter ceux de l’économie informelle. L’Italie est le principal investisseur en Roumanie et le plus grand importateur (19,4 % des importations) et exportateur (15,6 % des exportations).
La Roumanie se situe au carrefour de la stratégie énergétique de l’Union européenne. Désormais, des pays pétroliers comme le Kazakhstan et l’Azerbaïdjan sont à proximité de la frontière maritime de l’UE. La mer Noire est vue à Bucarest comme une priorité qui peut permettre de réduire la dépendance énergétique de l’Union européenne, des Balkans occidentaux et de la République de Moldavie à l’égard de la Russie. Le pays est membre le l’Organisation de coopération économique de la mer Noire et de la Synergie de la mer Noire : de ce fait, la Roumanie permet à l’UE de mieux négocier les accords énergétiques avec la Russie.
Depuis 2010, les multiples signaux de faiblesse de l’Union européenne et de l’OTAN (attitude vis-à-vis de la Grèce, non-intervention dans le drame ukrainien, Brexit, passage de relais à la Russie en Syrie, accueil fait aux migrants, déclarations isolationnistes de divers dirigeants européens et de Donald Trump...) ont favorisé, en Pologne et Hongrie, la radicalisation nationaliste des partis PIS, Fidesz et Jobbik, et en Bulgarie et Moldavie, l’élection de candidats russophiles et eurosceptiques (respectivement Igor Dodon et Roumen Radev,,), tandis que la Roumanie demeure un bastion de centre-droit modéré avec le président Klaus Iohannis, de gauche socialiste avec son parlement à majorité sociale-démocrate, et fermement pro-européen.

## Relations avec la Moldavie
Il existe un mouvement unioniste en Moldavie et Roumanie, mais, hormis la brève période d’enthousiasme romantique en 1990-1991, il n’a convaincu qu’une minorité des électeurs de chaque pays, et l’union a toujours été considérée par les dirigeants et les parlementaires roumains comme une dangereuse utopie en raison des conditions économiques et géopolitiques. La communauté internationale et l’OTAN estiment aussi que le statu quo est, comme en Abkhazie et Ossétie, la clef de la paix et de la stabilité dans la région.
En Roumanie, personne n’est donc prêt à engager un bras de fer avec la Russie pour les unionistes. Entre 2004 et 2009, le journal roumain Ziua publia une série d’entretiens avec des ambassadeurs, des ministres ou des plénipotentiaires russes, où ceux-ci semblaient prêts à accepter une union moldo-roumaine, mais sans la République moldave du Dniestr et en échange de la reconnaissance, par la Roumanie, du rattachement de celle-ci à la Russie (où des usines Gazprom sont implantées,). Toutefois, le président russe, Vladimir Poutine, n'a jamais confirmé ni infirmé cette position.
En janvier 2006, l’ancien président roumain Traian Băsescu a déclaré que « la politique de la Roumanie consiste à soutenir l'intégration de la Moldavie dans l'Union européenne », et que « c'est au sein de celle-ci que ce qui est épars pourra être rassemblé »
La loi roumaine sur la citoyenneté (no 21) permet l’obtention (ou la ré-obtention) de la citoyenneté roumaine par toute personne l’ayant eue avant 1940, ainsi que par ses descendants des 1er et 2e degrés. Cette mesure, conçue pour réparer les injustices de l’époque communiste, s’est traduite par l’émission de plus de 100 000 passeports roumains à des citoyens de Moldavie et d’Ukraine (Bucovine du Nord) ; plusieurs centaines de milliers d’autres citoyens Moldaves ont aussi demandé la citoyenneté roumaine. Près de 800 000 demandes d’obtention de la citoyenneté roumaine ont été enregistrées en l’espace de quelques mois lorsque la Roumanie a rejoint l'U.E. Le 18 décembre 2007, l’ancien président Traian Băsescu déclara même que la citoyenneté devrait être automatiquement accordée à tous les citoyens moldaves, sans condition. Depuis 2010, environ 10 000 demandes par an sont satisfaites.
Cette forme d’« union personnelle » des Moldaves avec la Roumanie a suscité, le 13 juillet 2010, un article de l’hebdomadaire allemand Der Spiegel titré : « La Roumanie fait entrer les Moldaves dans l’UE par la porte de derrière », accusant la Roumanie d’agir unilatéralement sans l’accord de Bruxelles, de Berlin ou de Paris. Dans cet article, Der Spiegel accusait la Roumanie de vouloir seulement s’offrir la main-d’œuvre la moins chère d’Europe. Le lendemain, l’ancien président Băsescu répliqua, par un communiqué de presse du ministère roumain des Affaires étrangères, que la position du Spiegel n’était rien moins que raciste, puisque l’hebdomadaire reprochait à la Roumanie une politique que l’Allemagne elle-même pratique depuis bien avant 1990 : l’article 116 de la Constitution allemande stipule en effet que « les anciens citoyens allemands ayant perdu leur citoyenneté entre le 30 janvier 1933 et le 8 mai 1945 pour des motifs politiques, ethniques ou religieux, ainsi que leur descendance, peuvent demander et obtenir la nationalité allemande »: en vertu de cet article, ce sont 18 millions d’Allemands qui sont « entrés dans l’UE par la porte de derrière », alors que les roumanophones de Moldavie ne sont que 3 millions.